# Einar Blechingberg (diplomat)
 Der er flere personer med dette navn, se Einar Blechingberg (amtsforvalter).
Einar Blechingberg (29. september 1895 på Frederiksberg – 3. juni 1975) var en dansk diplomat og spion. Han var centrum i den første danske spionagesag under den kolde krig.

## Karriere
Han var søn af amtsforvalter Einar Blechingberg og hustru Sigrid f. Madsen, blev student fra Herlufsholm 1914; cand. jur. 1920 og ansat i Udenrigsministeriet samme år. Dernæst avancerede Blechingberg i udenrigstjenesten efter det sædvanlige mønster. Han blev vicekonsul i Melbourne, senere i Sydney 1922-25; fuldmægtig i Udenrigsministeriet 1926; chargé d'affaires i Bern 1929; legationssekretær i Warszawa 1930; chargé d'affaires og legationsråd i Teheran 1933, i Mexico 1939, varetog samtidig de britiske interesser, legationsråd i Washington D.C. 1940; chargé d'affaires i Washington 1941 og midlertidig til tjeneste i Udenrigsministeriet 1941.
Han blev gift 16. juni 1939 med Karen Møller (27. maj 1894 – ?), datter af tidl. ejer af hovedgården Mariager Kloster, Christian Møller (død 1944) og hustru Laura f. Larsen (død 1934), men parret blev skilt.

## Spionage
Efter krigen blev han kontorchef 1947, assisterende chef for den økonomisk-politiske afdeling 1953 og slutteligt ambassaderåd for økonomiske og finansielle anliggender ved ambassaden i Bonn 1956. Under den kolde krig indtog han altså en nøgleposition på den danske ambassade i Vesttyskland.
Blechingberg var en levemand, som hele tiden brugte flere penge, end han havde. Han var konstant i økonomisk uføre. Han blev derfor spion af økonomiske, ikke ideologiske årsager, da den polske efterretningstjeneste, Służba Bezpieczeństwa (SB), i 1953 i Warszawa fik blik for Blechingbergs potentiale. Den polske efterretningstjeneste lavede et udførligt studie af Blechingbergs levevis og hans svagheder: Hans skilsmisse, hans forhold til kvinder, penge og alkohol. På sofistikeret vis ventede SB med hvervningsforsøget. I stedet sørgede den for, at Blechingberg etablerede et venskab med en medarbejder på den polske ambassade i København. SB ventede med at hjemkalde den polske medarbejder fra ambassaden i København, indtil man var sikker på, at man havde så meget kompromitterende materiale på den danske diplomat, at han ikke ville kunne afslå at arbejde for den polske tjeneste. Man var således parat til at afpresse Einar Blechingberg, hvis han havde afvist fortsat at udlevere materiale til polakkerne.
Senere blev Blechingberg hvervet. Han fik kodenavnet Oliwa og forsynede tjenesten med dokumenter fra Udenrigsministeriet. Dokumenterne blev med kurér sendt til Warszawa, hvor de blev kopieret og videresendt til Moskva. Blechingberg fortsatte sin spionage på ambassaden i Bonn, hvor han fik adgang til NATO-dokumenter og således blev uhyre nyttig, men i maj 1958 blev han anholdt af de danske myndigheder.
21. februar 1959 blev Einar Blechingberg idømt otte års fængsel for spionage for Polen. Efterfølgende blev der rejst kritik af, at Politiets Efterretningstjeneste ikke var blevet kontaktet af Udenrigsministeriet med henblik på at sikkerhedsgodkende Blechingberg. Efterfølgende blev praksis derfor ændret.

## Øvrige tillidsposter
Sekretær hos præsidenten for konferencen om toldvåbenhvile i Genève i 1930 og ved Folkeforbundsdelegationen i Genève 1928 og 1929; medlem af Færøudvalget 1948; medlem af Danmarks delegation ved de internationale forhandlinger om handels- og toldforhold (GATT), Annecy 1949; formand for Danmarks delegation ved Europas økonomiske kommissions 10. samling i Genève 1955. Han var i en årrække formand for Danmarks delegationer til finans- og handelsforhandlinger med øst- og vesteuropæiske lande og var medlem af dispensationsnævnet vedr. tysk og japansk ejendom.
Han var Ridder af Dannebrog og dekoreret med en række udenlandske ordener. Efter sin dom blev han slettet af Kraks Blå Bog og fik formentlig frataget sit ridderkors.